# АК Килмес
 Тази статия е за футболния отбор Килмес.  За други значения вижте Килмес (пояснение).  
Килмес Атлетико Клуб (на исрански: Quilmes Atlético Club) е аржентински футболен отбор от едноименния град.

## История
Килмес е един от най-старите аржентински футболни отбори – основан е на 27 ноември 1887 г. от Д. Т. Стивънсън под името Килмес Роувърс Клъб, като съставът е изцяло от британски имигранти. През 1900 г. е преименуван на Килмес Атлетик Клъб, а през 1950 г. по желание на президента на Аржентина Хуан Перон името е променено на сегашното Килмес Атлетико Клуб, за да звучи по-испански. Първата титла на отбора идва през 1912 г., когато е Килмес печели аржентинското първенство, което по това време е с аматьорски статут. През 1931 г. Килмес е един от осемнадесетте отбора, които сформират професионалното аржентинско първенство. Единствената професионална титла на отбора е от първенството Метрополитано през 1978 г. Освен нея, Килмес печели пет пъти шампионата на втора дивизия. Освен това има три участия на Копа Либертадорес – през 1979, 1982 и 2005 г. В професиналната ера Килмес има общо 28 сезона в първа, 53 сезона във втора и един сезон в трета дивизия.

## Успехи
- Примера дивисион
  - Шампион (1): 1978 М
- Аматьорско първенство
  - Шампион (1): 1912
- Втора дивизия
  - Шампион (5): 1949, 1961, 1975, 1987, 1991
- Копа де Онор Мунисипалидад Буенос Айрес
  - Носител (1): 1908

## Рекорди
- Най-много мачове в Примера дивисион: Орасио Антонио Милоци (241)
- Най-много голове в Примера дивисион: Луис Антонио Андреучи (44)
- Ной-голяма победа
  - в Примера дивисион: 7:0 срещу Велес Сарсфийлд (1943) и Платенсе 1979)
  - във втора дивизия: 11:0 срещу Дефенсорес де Белграно (1947)
  - в аматьорската ера: 12:0 срещу Реформер (1905)
- Най-голяма загуба
  - в Примера дивисион: 0:9 срещу Ланус (1935)
  - във втора дивизия: 1:7 срещу Аржентина (1948) и Клуб Алмагро (1972)
  - в аматьорската ера: 0:7 срещу Алумни (1908 и 1911) и Бока Хуниорс (1914)

## Прякор
Отборът носи прозвището Пивоварите заради основния си спонсор – бира Килмес, най-популярната в страната.